# 白公主
《白公主》是一部2013年出版的，由菲利帕·格里高利写的历史小说。

## 剧情
本作品讲述的是约克的伊丽莎白嫁给亨利七世之后所发生的事情。

## 改编
本小说在2016年时被改编成电视剧《白公主》。